# Keke Rosberg
Keijo Erik "Keke" Rosberg (Stockholm 6. prosinca 1948.) je finski sportski automobilist, svjetski prvak u Formuli 1 1982. godine s bolidom Williams-Ford. Otac je bivšeg svjetskog prvaka u Formuli 1 Nice Rosberga koji se natjecao pod njemačkom zastavom.